# Grand Prix Brazílie 1975
Grand Prix Brazílie 1975 (oficiálně IV Grande Premio do Brasil) se jela na okruhu Autódromo José Carlos Pace v Sao Paulo v Brazílii dne 26. ledna 1975. Závod byl druhým v pořadí v sezóně 1975 šampionátu Formule 1.

## Závod
| Poř.   | No. | Jezdec             | Konstruktér     | Počet kol | Čas/Odstoupení  | Pořadí na startu | Body |
| ------ | --- | ------------------ | --------------- | --------- | --------------- | ---------------- | ---- |
| 1      | 8   | Carlos Pace        | Brabham-Ford    | 40        | 1:44:41.17      | 6                | 9    |
| 2      | 1   | Emerson Fittipaldi | McLaren-Ford    | 40        | + 5.79          | 2                | 6    |
| 3      | 2   | Jochen Mass        | McLaren-Ford    | 40        | + 26.66         | 10               | 4    |
| 4      | 11  | Clay Regazzoni     | Ferrari         | 40        | + 43.28         | 5                | 3    |
| 5      | 12  | Niki Lauda         | Ferrari         | 40        | + 1:01.88       | 4                | 2    |
| 6      | 24  | James Hunt         | Hesketh-Ford    | 40        | + 1:05.12       | 7                | 1    |
| 7      | 27  | Mario Andretti     | Parnelli-Ford   | 40        | + 1:06.81       | 18               |      |
| 8      | 7   | Carlos Reutemann   | Brabham-Ford    | 40        | + 1:39.62       | 3                |      |
| 9      | 6   | Jacky Ickx         | Lotus-Ford      | 40        | + 1:51.84       | 12               |      |
| 10     | 18  | John Watson        | Surtees-Ford    | 40        | + 2:29.60       | 13               |      |
| 11     | 21  | Jacques Laffite    | Williams-Ford   | 39        | + 1 kolo        | 19               |      |
| 12     | 22  | Graham Hill        | Lola-Ford       | 39        | + 1 kolo        | 20               |      |
| 13     | 30  | Wilson Fittipaldi  | Fittipaldi-Ford | 39        | + 1 kolo        | 21               |      |
| 14     | 23  | Rolf Stommelen     | Lola-Ford       | 39        | + 1 kolo        | 23               |      |
| 15     | 5   | Ronnie Peterson    | Lotus-Ford      | 38        | + 2 kola        | 16               |      |
| Ret    | 17  | Jean-Pierre Jarier | Shadow-Ford     | 32        | Palivový systém | 1                |      |
| Ret    | 4   | Patrick Depailler  | Tyrrell-Ford    | 31        | Zavěšení        | 9                |      |
| Ret    | 16  | Tom Pryce          | Shadow-Ford     | 31        | Nehoda          | 14               |      |
| Ret    | 20  | Arturo Merzario    | Williams-Ford   | 24        | Palivový systém | 11               |      |
| Ret    | 28  | Mark Donohue       | Penske-Ford     | 22        | Zacházení       | 15               |      |
| Ret    | 14  | Mike Wilds         | BRM             | 22        | Elektronika     | 22               |      |
| Ret    | 3   | Jody Scheckter     | Tyrrell-Ford    | 18        | Únik oleje      | 8                |      |
| Ret    | 9   | Vittorio Brambilla | March-Ford      | 1         | Motor           | 17               |      |
| Zdroj: |     |                    |                 |           |                 |                  |      |

## Průběžné pořadí po závodě
Pohár jezdců
| Pořadí | Jezdec             | Body |
| ------ | ------------------ | ---- |
| 1      | Emerson Fittipaldi | 15   |
| 2      | Carlos Pace        | 9    |
| 3      | James Hunt         | 7    |
| 4      | Clay Regazzoni     | 6    |
| 5      | Carlos Reutemann   | 4    |
| Zdroj: |                    |      |

Pohár konstruktérů
| Pořadí | Konstruktér  | Body |
| ------ | ------------ | ---- |
| 1      | McLaren-Ford | 15   |
| 2      | Brabham-Ford | 13   |
| 3      | Hesketh-Ford | 7    |
| 4      | Ferrari      | 6    |
| 5      | Tyrrell-Ford | 2    |
| Zdroj: |              |      |